# ナイアガラ聖書会議
ナイアガラ聖書会議（ないあがらせいしょかいぎ、英語The Niagara Bible Conference）は、1884年を除く、1876年から1897年まで毎年開催された、「キリスト教信者の聖書研究のための会議」である。
最初の数年は、アメリカ合衆国の異なる場所で開催されていたが、1883年からナイアガラで会議が開かれた。この会議の指導者はセントルイスの長老派教会の牧師であった。しばしば、座席はすべて埋まり、ポーチも熱心な参加者で満たされた。説教者のかなりがディスペンセーション主義の立場であり、ナイアガラ会議は、多くの福音主義プロテスタントにディスペンセーション主義を浸透させた。
会議のおける説教のおもな強調点は、キリスト、聖霊、聖書、宣教、預言の教理だった。前千年王国説とディスペンセーション神学もよく教えられた。　サイラス・インガスン・スコフィールド、ハドソン・テーラーなど19世紀後半から20世紀初頭にかけての主要なディスペンセーション神学者のほとんどは毎回会議に参加した。
1878年に、聖書研究会議は、「ナイアガラ信条」として知られる文書を作成した。この14項目ある信仰宣言の第1項は、千年王国前のイエス・キリストの再臨を宣言している。ナイアガラ信条は、ディスペンセーション神学を断言してはいないが、千年王国、イスラエルの回復、「神の裁きによる、救われた者と、滅びる者の区別」等、ディスペンセーション神学の強調点を含んでいる。

## 書籍
In Pursuit of Purity: American Fundamentalism Since 1850, by David O. Beale ISBN 0-89084-351-1